# Monomorium fasciatum
Monomorium fasciatum är en myrart som beskrevs av Santschi 1920. Monomorium fasciatum ingår i släktet Monomorium och familjen myror. Inga underarter finns listade i Catalogue of Life.